# مخطط تدفق البيانات
مخطط تدفق البيانات هو رسم بياني لتدفق البيانات بين مختلف العمليات في الأعمال التجارية، وهو أيضاً تقنية رسم بياني تصوّر تدفق المعلومات التي تطبق في نقل البيانات من المدخلات إلى المخرجات. وتوفر بطريقة بسيطة وبديهية وصف العمليات التجارية دون التركيز على التفاصيل من النظم الحاسوبية. ويمكن وصف مخطط تدفق البيانات بأنه الرسم الذي يوضح حركة البيانات بين الكيانات الخارجية والعمليات ومخازن البيانات داخل النظام.

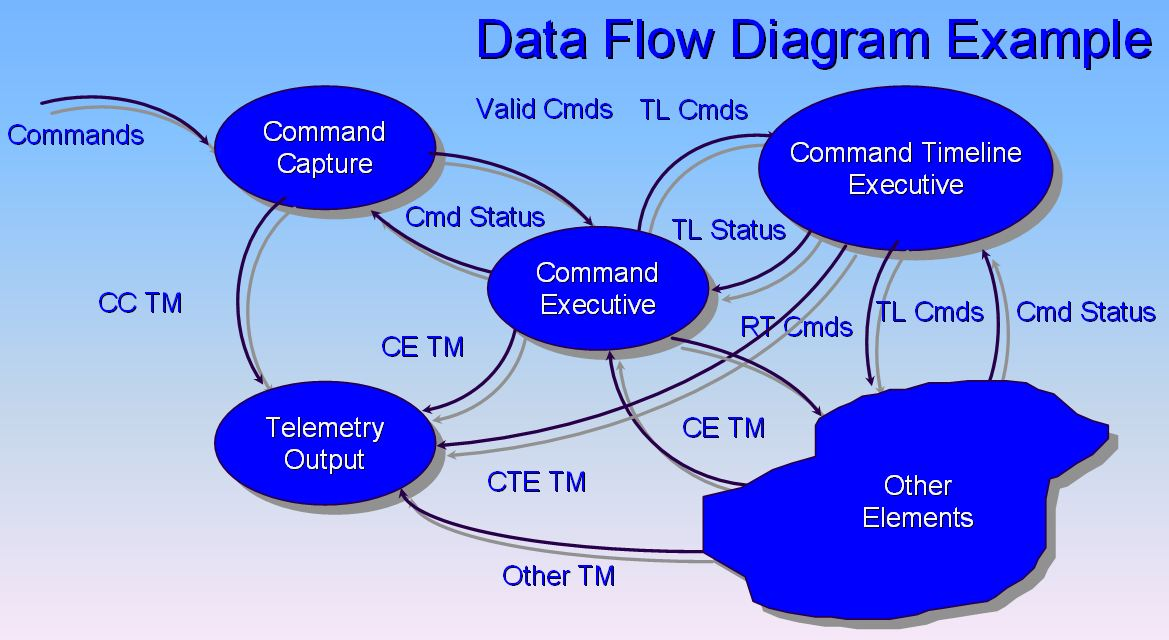
مثال على مخطط تدفق البيانات.

## مكونات مخطط التدفق
يمكن تمثل نظم المعلومات المادية والمنطقية بأربعة رموز فقط، وهي:
1. العملية Process
2. تدفق البيانات Data Flow
3. مخزن البيانات Data Store
4. كينونة Entity

## مراحل مخطط التدفق
فيما يلي شرح عن كل مرحلة من هذه المراحل:
- العملية (Process): هو النشاط الذي يحول المدخلات إلى مخرجات (معالجة).
- تدفق البيانات (Data Flow): هي حركة البيانات في النظام.
- مخزن البيانات (Data store): هي مكان تخزين البيانات لحين الحاجة إليها (ملف، قاعدة بينات).
- كينونة (Entity): أي عنصر خارج النظام، وله دور رئيسي في تزويد النظام بالبيانات أو استلام المعلومات منه.
- العلاقات والقواعد Relationship and Rules العلاقات والقواعد التي يجب اتباعها في الرسم.

### العلاقات Relationships
يمكن أن تستخدم DFD لأي مستوى من مستويات البيانات؛ ويمكن تقسيم DFD إلى مستويات بحيث يحتوي كل مستوى على المزيد من تدفق البيانات والمعلومات وتفاصيل أكثر من المستوى الذي يسبقه.
- أعلى مستوى هو مخطط السياق Context Diagram ويوضح فيما يلي:
  - يحتوي على دائرة واحدة فقط المقصود بها العملية وتمثل النظام بأكمله.
  - تظهر الأسهم المدخلات والمخرجات.
  - لا تظهر بيانات المخازن الموجودة داخل النظام.
- المستوى الثاني هو المستوى صفر (Level 0)
  - يجب أن يحقق التوازن مع مخطط السياق (Context Diagram)
  - تختلف البيانات الداخلة في العملية عن البيانات الخارجة الناتجة عن هذه العملية.
  - يظهر مخزن البيانات في هذا المستوى.
- المستوى الثالث هو المستوى واحد (Level 1)
  - يجب أن يتوازن المستوى واحد مع المستوى صفر ويصف التقارير.

### القواعد Rules
- في رسم مخطط تدفق البيانات، تستخدم الأسهم لوصف العملية.
- استمرارية تدفق المعلومات هو أن يجب تنقية جميع المدخلات والمخرجات، ويجب أن نحافظ على نفس الترتيب.